# Benson (Minnesota)
Benson és una població dels Estats Units a l'estat de Minnesota. Segons el cens del 2000 tenia 3.376 habitants.

## Demografia
Segons el cens del 2000, Benson tenia 3.376 habitants, 1.451 habitatges, i 880 famílies. La densitat de població era de 525,6 habitants per km².
Dels 1.451 habitatges en un 27,8% hi vivien nens de menys de 18 anys, en un 51,5% hi vivien parelles casades, en un 6,6% dones solteres, i en un 39,3% no eren unitats familiars. En el 36,2% dels habitatges hi vivien persones soles el 23,6% de les quals corresponia a persones de 65 anys o més que vivien soles. El nombre mitjà de persones vivint en cada habitatge era de 2,24 i el nombre mitjà de persones que vivien en cada família era de 2,94.
Per edats la població es repartia de la següent manera: un 23,5% tenia menys de 18 anys, un 7,7% entre 18 i 24, un 22,9% entre 25 i 44, un 21,6% de 45 a 60 i un 24,4% 65 anys o més.
L'edat mediana era de 42 anys. Per cada 100 dones de 18 o més anys hi havia 82,9 homes.
La renda mediana per habitatge era de 32.234 $ i la renda mediana per família de 44.638 $. Els homes tenien una renda mediana de 31.280 $ mentre que les dones 23.444 $. La renda per capita de la població era de 17.269 $. Entorn del 3,2% de les famílies i el 8% de la població estaven per davall del llindar de pobresa.

## Poblacions més properes
El següent diagrama mostra les poblacions més properes.